# Mondina

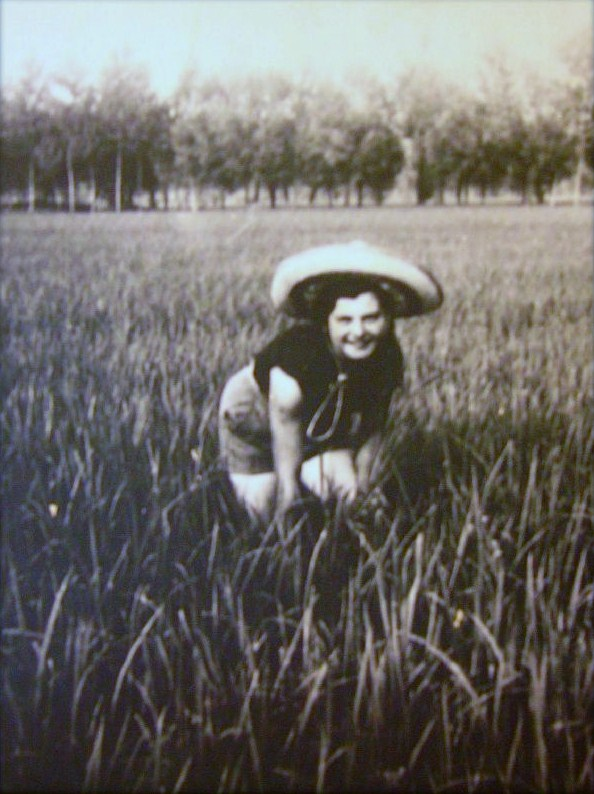
Trabalhadora mondina na colheita de arroz

Mondina, mondine ou mondariso (do verbo em italiano "mondare", que é traduzido como "limpar" ou "purificar") eram trabalhadores sazonais dos Campos de Arroz da Itália, principalmente na Planície do Pó do final do século XIX até a primeira metade do século XX.
O trabalho das mondinas era o de monda, com a capina, tal trabalho se difundiu no norte da Itália na mesma época. O trabalho consistia em remover as ervas daninhas que cresciam nos campos de arroz e que, consequentemente, impediam o crescimento saudável de plantas jovens de arroz. O trabalho ocorria durante o alagamento dos campos, desde o final de abril até o início de junho de cada ano, período o qual os brotos delicados precisavam ser protegidos, nos primeiros estágios de seu desenvolvimento, das diferenças de temperatura entre o dia e a noite. Consistia basicamente em duas fases: 1) Transplantar as plantas; 2) Podar daninhas.

## Sobre o trabalho
Era um trabalho muito cansativo, praticado por pessoas de classe social baixa, geralmente vindas de Emília-Romanha, Vêneto ou Lombardia, que emprestou seu trabalho, especialmente nos campos de arroz nas províncias de Vercelli, Novara e Pavia. Nos campos de arroz de Molinella houve os primeiros protestos de mondine para obter melhores condições de vida.

## Sobre as Roupas
As roupas consistiam em:
- meias de algodão e lenço puxados no rosto, para proteger contra as picadas dos numerosos insetos que infestam esses ambientes pantanosos;
- chapéu de aba larga para proteger do sol com um lenço (a sua escolha);
- saias.

Hoje o papel da mondine é desempenhado por Herbicidas.

## Condições de trabalho
As condições de trabalho eram consideradas por muitos dos mondarisos como sendo ruins. A carga horária era complicada e os salários das mulheres eram muito inferiores aos dos homens. Isso fez com que o descontentamento crescesse, o que, no decorrer dos anos posteriores a 1900, resultou em diversos tumultos. As suas alegações visava principalmente limitar o dia útil a oito horas. As revindicações sucederam, sendo que alguns resultados surgiram entre 1906 e 1909, quando os municípios de Vercelli aprovaram regulamentos que concederam aos trabalhadores a redução do dia útil às oito horas. As mondine arriscavam-se a contrair inúmeras doenças, devido à presença de mosquitos encontrados nos campos de arroz e das sanguessugas. Diante das condições forçadas de trabalho, as mondinas costumavam cantar, muitas das músicas retratavam o cenário no qual estavam inseridas, tal como pode-se perceber na música Se otto ore vi sembran poche. Bella Ciao, uma outra música muito conhecida no meio artístico, teria surgido como um canto de trabalho das mondine, não à toa, a letra revela muito bem essa impressão, tal como pode-se evidenciar no trecho a seguir:
"Adeus, adeus, adeus querida, esta manhã, eu me levantei
e encontrei um invasor!
Para trabalhar lá no arrozal, adeus querida, adeus querida
Adeus, adeus, adeus querida! Para trabalhar lá no arrozal
Sob o sol que nos derruba!
E entre os insetos e os mosquitos, adeus querida, adeus querida
Adeus, adeus, adeus querida, e entre os insetos e mosquitos,
Um trabalho pesado que tenho que fazer!"

## Cultura popular
A prática de quebra de greve também resultou em canções de protesto como "Se otto ore vi sembran poche", com o objetivo de limitar o dia útil a oito horas, ou "Sciur padrun da li beli braghi bianchi", dirigido aos clientes e supervisores do trabalho. O trabalho das mulheres mondinas também inspirou muitas canções populares como "Alla mattina appena alzata", popular desde o final do século 19, que é considerada a origem da música antifascista da Segunda Guerra Mundial "Bella ciao".